# La Colonia (Cádiz)
La Colonia es una pedanía deshabitada perteneciente al municipio de San Roque, en la provincia de Cádiz, Andalucía, España. Está situada en la Bahía de Algeciras. La separa de Puente Mayorga un puente sobre el Arroyo de los Gallegos (río Cachón). Sus primeros asentamientos datan del siglo XVI.
Al estar rodeada por polígonos industriales y una central térmica, esta localidad soportaba unos niveles inaceptables de contaminación atmosférica, siendo muy comunes los casos de cáncer en su población. Fue desalojada en 2003, y se concedieron a sus vecinos nuevas viviendas en Puente Mayorga.